# Прозорово (Калининградская область)
Прозорово — посёлок в Балтийском районе Калининградской области. Входит в состав сельского поселения Дивное.

## Географическое положение
Прозорово расположено на юго-западе Самбийского полуострова в 29 километрах к западу от Калининграда.

## История
Место под названием Гайдау (нем. Geidau) впервые упоминается в 1258 году. С 1847 по 1945 Гайдау был частью района Фишхаузен (с 1939 по 1945 район Замланд) административного округа Кёнигсберг в Восточной Пруссии. 
16 апреля 1945 года в ходе ликвидации кёнигсбергской группировки в районе Гайдау произошла битва Красной армии и Вермахта, в которой участвовали танки. В 1945 году по итогам Второй Мировой войны включен в состав СССР. В 1946 году Гайдау был переименован в Прозорово. С 1947 по 2008 входил в состав Поваровского сельсовета. С 2008 года относится к сельскому поселению Дивное.

## Население
В 1910 году население составляло 270 жителей, в 1933—292 жителя, в 1939—283 жителя.
| 2002 | 2010 |
| ---- | ---- |
| 5    | ↘0   |